# Bamlanivimab
Wikipédia ne donne pas de conseils médicaux ou sanitaires. Cet article est susceptible de contenir des informations obsolètes ou inexactes. Seul un professionnel de la santé est apte à vous fournir un avis médical, et seules les autorités sanitaires de votre pays sont compétentes pour donner des consignes de santé publique relatives à la pandémie de Covid-19.
Le bamlanivimab, aussi connu sous le nom de LY-CoV555 ou de LY3819253, est un anticorps monoclonal qui bloque l'entrée du virus du COVID-19 en attaquant sa spicule sur laquelle il se fixe avec une grande affinité.
Ce médicament a été approuvé à titre provisoire aux États-Unis par la FDA le 9 novembre 2020, pour une utilisation par des patients âgés de plus de 12 ans testés positifs au COVID-19 et présentant des risques élevés de progression de la maladie. Toutefois, il ne doit pas être utilisé pour des patients hospitalisés ou bien sous oxygène. Le 16 avril 2021, la FDA a révoqué son autorisation du 9 novembre pour l'utilisation du bamlanivimab utilisé seul, pour manque d'efficacité comparé à des cocktails d'anticorps, mais maintient l'autorisation d'utilisation conjointe du bamlanivimab associé à l'etesevimab.
Il est injecté en dose unique aux patients par voie intraveineuse.
Le bamlanivimab est autorisé en France à titre temporaire le 25 février 2021. L'autorisation temporaire d’utilisation (ATU) est clôturée le 31 décembre 2021. Le médicament n'est plus utilisé en France en 2022 dans le traitement de la Covid-19.

## Découverte, développement et commercialisation
Le produit est découvert par des chercheurs de AbCellera et du Vaccine Research Center du NIAID, à partir d'anticorps développés par un patient guéri. Il est ensuite développé par clonage par Eli Lilly and Company qui a vendu au gouvernement des États-Unis 300 000 doses au prix de 1 250 dollars la dose, soit 320 millions d'euros en octobre 2020. L'accord prévoit qu'Eli Lilly fabriquera jusqu'à 1 million de doses d'ici fin 2020.
Lorsqu'il est diffusé aux États-Unis en novembre 2020, c'est le « seul traitement antiviral spécifique autorisé » selon le professeur Olivier Schwartz. Par la suite, des traitements plus efficaces voient le jour, tels que l'association Bamlanivimab/etesevimab de Eli Lilly et REGEN-COV (association casirivimab et imdevimab) de Regeneron, ce qui amène la FDA à modifier ses autorisations.
En février 2021, le Bamlanivimab obtient une autorisation temporaire d'utilisation en France de la part de l'Agence nationale de sécurité du médicament (ANSM). Il devient le premier traitement à base d'anticorps monoclonal à être autorisé dans le pays.

## Tests cliniques
Les tests de phase 2 randomisés en double aveugle sont menés, du 17 juin au 21 août 2020, sur 467 patients, dont 317 ont reçu le produit en 3 groupes (700 mg, 2 800 mg et 7 000 mg) et 150 ont reçu un placebo. La meilleure réduction de charge virale a été obtenue sur le groupe qui a reçu 2 800 mg. Pour l'ensemble des patients, 1,6% des patients traités au produit sont hospitalisés tandis que 6,3% du groupe placebo est hospitalisé. Le pourcentage d'hospitalisation ne dépend pas des dosages de façon significative. L'amélioration des symptômes dans le groupe traité comparé au placebo apparaît dès le 2e jour du traitement.

## Production
Par suite d'une très forte demande de la part des pouvoirs publics européens, Eli Lilly met en place une ligne de production à Fegersheim (près de Strasbourg, France). La chaîne de production de Branchburg dans le New-Jersey, rencontre toutefois des problèmes de qualité,.

## Controverses
Une étude interne de la firme Eli Lilly est publiée dans le Journal of American Medical Association (JAMA) en janvier 2021 montrant que le produit n’a pas montré d’efficacité contre le Covid et qu'il est "susceptible de favoriser l’apparition de mutations sur le virus en résistance au traitement".
Alors que la distribution de ce médicament est interrompue aux États-Unis en avril 2021, faute d'une efficacité suffisante contre les variants, en France l'Agence nationale de sécurité du médicament et des produits de santé lui délivre une AMM dès le mois de mars.
Pourtant le 1er mars, la Société française de Pharmacologie et de Thérapeutique (SFPT) a publié un communiqué : "La gravité de cette pandémie et l’urgence à traiter les patients ne justifient en rien l’utilisation à but compassionnel de traitements dont le bénéfice n’est pas connu."
De nombreux professionnels de santé dénoncent cette autorisation et la qualité des travaux qui l'ont appuyée,. Il est reproché à la molécule une efficacité douteuse, de fortes contraintes de prescriptions, et un coût atteignant 2 000 euros,.
Malgré les incitations du ministre de la santé, la plupart des hôpitaux refusent d'employer la molécule. Mathieu Molimard, du CHU de Bordeaux, déclare sur France info que le bamlanivimab est "l’hydroxychloroquine du riche" ; que les médecins n'ont pas d’élément de preuve que ce produit ait un effet qui justifie sa prescription et ont constaté l’absence « de décroissance de la charge virale » lors des essais. "Le bamlanivimab ne permet donc pas de réduire la quantité de virus chez les patients".
De plus un lien de filiation entre Béatrice Cazeneuve, la directrice des nouveaux produits du groupe Lilly France, également épouse du député LREM du Gers Jean-René Cazeneuve, et "mère de deux conseillers techniques de Matignon et de l'Élysée", Marguerite Cazeneuve au poste de conseillère santé, solidarités et protection sociale, et Pierre Cazeneuve, est pointé, suggérant "une potentielle situation de conflit d'intérêts". Marguerite Cazeneuve est nommée directrice déléguée à la Caisse nationale de l'assurance maladie à la mi-mars 2021.
En novembre 2021 la firme Eli Lilly retire finalement sa demande d’autorisation à l’EMA.

## Abandon
En France, ayant constaté finalement pour "la bithérapie Lilly, Bamlanivimab + Etesevimab", "une perte totale d’activité neutralisante de chacun des deux anticorps du cocktail", l'autorisation temporaire d’utilisation (ATU) est clôturée le 31 décembre 2021 par la Direction générale de la santé. Le médicament, en monothérapie comme en bithérapie, "ne doit donc plus être administré et les stocks doivent être détruits selon les modalités habituelles, accompagné de certificat de destruction".